# Гігрофор модриновий
Гігрофор модриновий (Hygrophorus lucorum Kalchbr.) — їстівний гриб з родини гігрофорових — Hygrophoraceae. Місцева назва — мокриця модринова.

## Опис
Шапка 2-5 см у діаметрі, більш або менш опуклорозпростерта, з опущеним краєм, лимонно-жовта, по краю з залишками покривала, слизька. Пластинки білуваті, потім жовтіють, злегка спускаються по ніжці. Спори 7-10 Х 4-6 мкм. Ніжка 4-6 Х 0,7-1 см, білувата або світло-лимонно-жовта, з залишками кортини, біла, волокниста, вгорі борошнисто-біла. М'якуш білий, під шкіркою жовтий, без особливого запаху.

## Місця існування
Росте у модринових лісах; у вересні — листопаді.

## Використання
Добрий їстівний гриб. Використовують свіжим.